# Tarphius rufonodulosus
Tarphius rufonodulosus là một loài bọ cánh cứng trong họ Zopheridae. Loài này được Israelson miêu tả khoa học năm 1984.